# كاشف شفارتز
كاشف شفارتز هو مركب زركونيوم عضوي صيغته الكيميائية C5H5)2ZrHCl، وهو من مشتقات الزركونوسين ويعرف أيضاً باسم هيدريد كلوريد الزركونوسين أو هيدروكلوريد الزركونوسين.
سمي هذا المركب على اسم جيفري شفارتز Jeffrey Schwartz البروفيسور في جامعة برينستون.

## التحضير
يحضر هذا المركب من تفاعل ثنائي كلوريد الزركونوسين مع هيدريد ألومنيوم الليثيوم:
{\displaystyle {\ce {(C5H5)2ZrCl2 + 1/4 LiAlH4 -> (C5H5)2ZrHCl + 1/4 LiAlCl4}}}
وحضر أول مرة في سنة 1970.

## الخواص
يوجد المركب في الشروط القياسية على هبئة صلب أبيض. للمركب بنية على النمط Cp2MXn، والتي برهن عليها بتقنية حيود الإلكترونات في البلورات المكروئية.

## الاستخدامات
يستخدم هذا الكاشف في الاصطناع العضوي من أجل تحويل الألكينات إلى الألكاينات الموافقة.